# Эльцская вражда

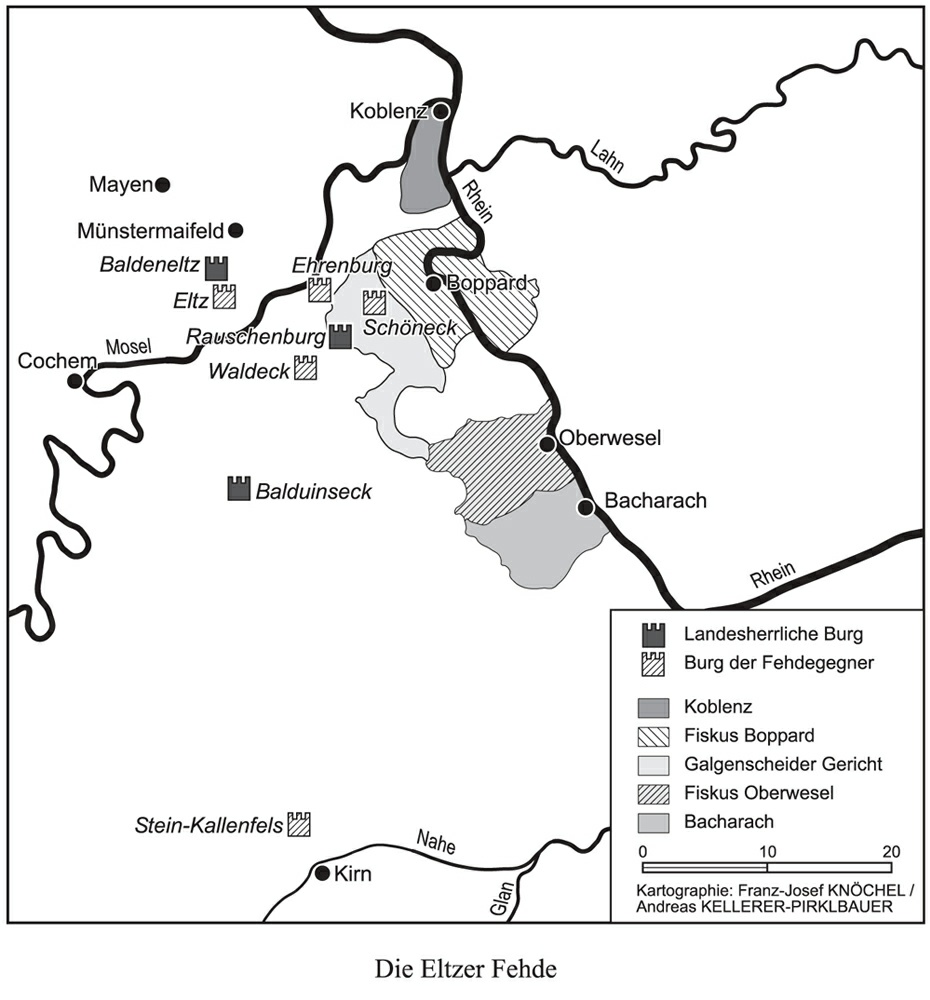
Карта боевых действий.

Эльцская вражда (нем. Eltzer Fehde) — военное противостояние, длившееся с 1331 по 1336/37 годы, между 21 имперским министериалом с Мозеля и архиепископом Трирским Балдуином.

## История
Трирский архиепископ и курфюрст Балдуин Люксембургский (1307—1354), расширяя область доминирования своей епархии, столкнулся с сопротивлением 21 министериала: владетелей Эренбурга, Эльца, Шёнека, Вальдека, которые заключили между собой союз против архиепископа. В документах, касающихся противостояния имперских рыцарей и Балдуина, чаще всего фигурируют братья Генрих Старший и Младший фон Эренберг, Иоганн фон Эльц, Конрад Рыжий фон Шёнек, Иоганн, Рудольф, Вильгельм и Винанд фон Вальдек и Хертвин фон Виннинген. 

Скорее всего идейным вдохновителем и предводителем мозельских рыцарей стал владетель Эльца — Иоганн фон Эльц, который уже имел опыт борьбы с Балдуином во время так называемой Кемпенхской вражды (1330/31 г.) Вероятно, именно поэтому конфликт получил своё название по имени его замка.

Архиепископ Балдуин первоначально атаковал замок Эльц. Однако замок в силу своего расположения и укреплений оказался неприступен. Тогда Балдуин напротив замка спешно воздвиг в 1331 г. осадную крепость (Trutzeltz), которой он дал своё имя — Бальденельц (также используется название Труцэльц). 

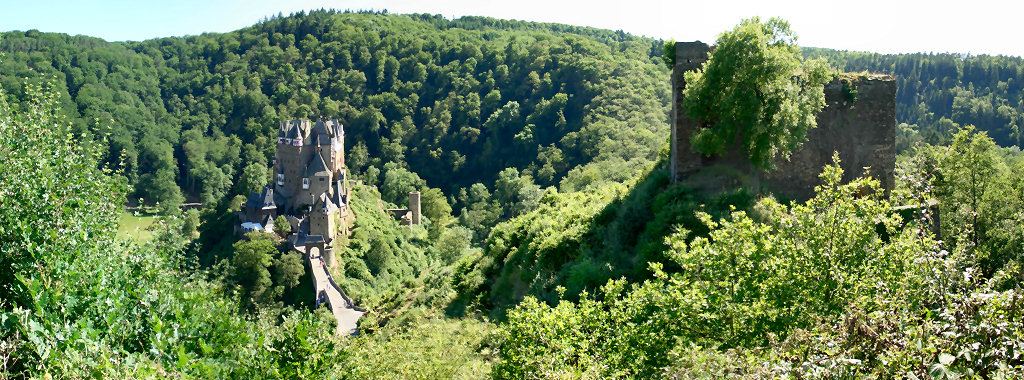
Вид на замок Эльц и руины осадной крепости Труцэльц

Из Бальденельца замок Эльц обстреливался камнями при помощи катапульты, а также применялся ранний вид огнестрельного оружия (Pfeilbüchsen). Замок не был взят.

Чтобы поставить под контроль замки других рыцарей и коммуникацию между ними в 1332 г. Балдуин возвел осадную крепость Раушенбург.

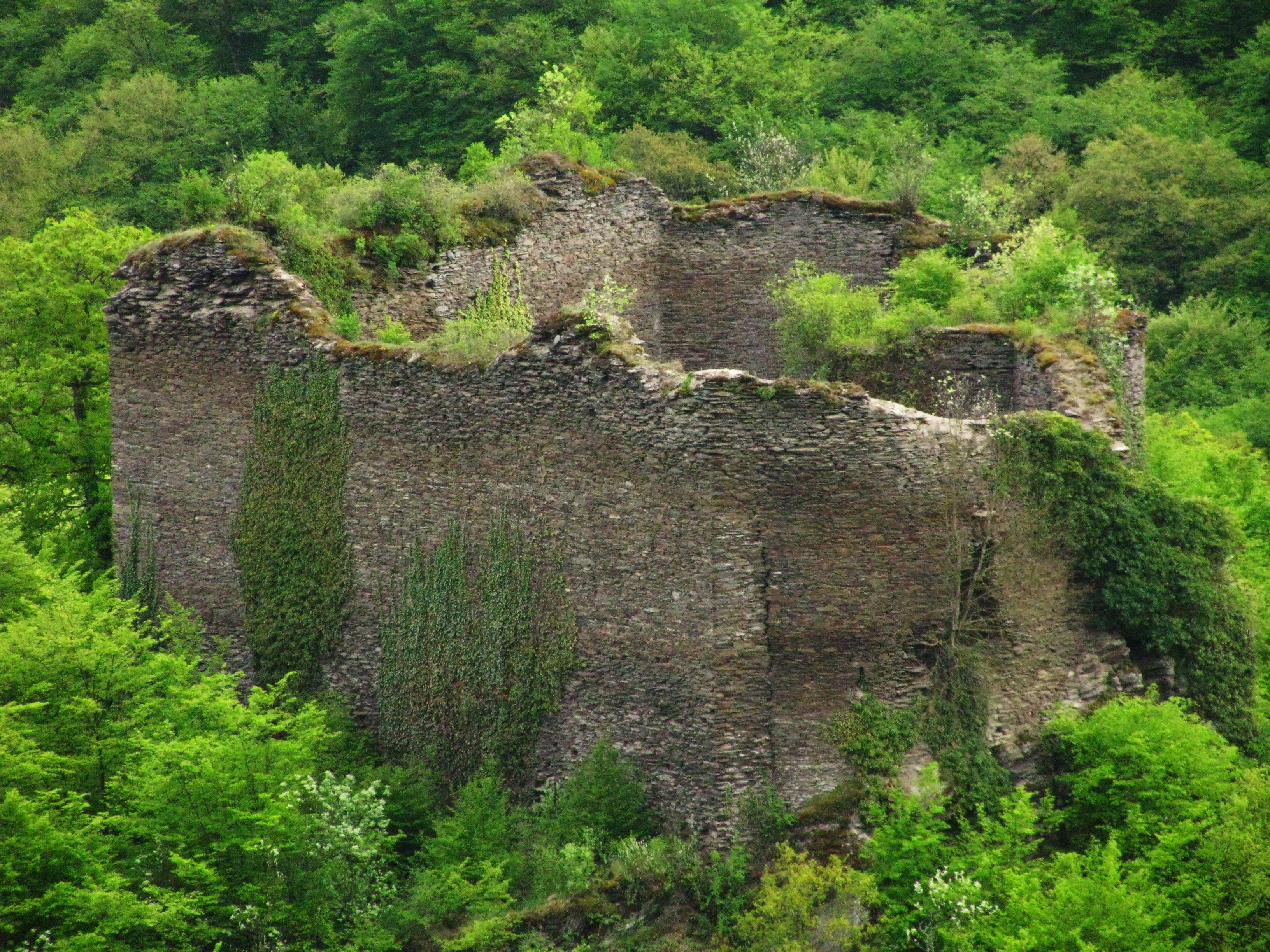
Вид на руины Раушенбурга

В 1333 г. рыцари, принимавшие участие в распре, вынуждены были просить о мире. Тем не менее мирный договор был подписан только в 1336 г. Лишь Иоганн фон Эльц продолжал сопротивление и покорился в 1337 г.

Балдуину удалось подчинить владетелей Эльца и Шёнека, назначив их бургграфами курфюршеских креспостей Труцэльц и Раушенбург соответственно.